# Polianthes
Polianthes es un género con 45 especies de plantas herbáceas perteneciente a la antigua familia Agavaceae ahora subfamilia Agavoideae. Es nativo de México y Texas.

## Descripción
Son plantas herbáceas perennes, raíces con tubérculos, rizoma de almacenamiento corto, erecto, cilíndrico, con remanentes de las bases de las hojas. Hojas lineares a lanceoladas, 30–45 cm de largo, ápice cortamente acuminado, delgadas a suculentas, verde pálidas con manchas de color café obscuro en el envés, hojas caulinares usualmente 8–12, más pequeñas y más cortas que las hojas basales. Inflorescencia densa a laxamente racemosa o espigada, flores en pares en los nudos, carnosas, blanco-ceráceas a rosadas a rojas,frecuentemente dobles; perianto 3.5–6 cm de largo, lobos oblongo-lanceolados, patentes, más cortos que el tubo largo y angosto; estambres insertados cerca de la parte media del tubo, no exertos del perianto; ovario 3-locular, estilo filiforme, estigmas 3, numerosos óvulos por lóculo. Cápsula ampliamente elipsoide a deprimido-globosa, coronada por el perianto persistente; semillas aplanadas.
La especie más conocida es Polianthes tuberosa, carnosa con hojas en roseta y una raíz tuberosa, con fragantes flores blancas. Se cultiva como flor de corte y  como planta ornamental. 

## Taxonomía
El género fue descrito por Carlos Linneo  y publicado en Species Plantarum 1: 316. 1753.

## Especies
- Polianthes bicolor E.Solano, Camacho & García-Mend., (1998)
- Polianthes densiflora (B.L.Rob. & Fernald) Shinners, (1966)
- Polianthes durangensis Rose, (1903)
- Polianthes elongata Rose, (1905)
- Polianthes geminiflora (Lex.) Rose, (1903)
  - Polianthes geminiflora var. clivicola McVaugh, (1989)
  - Polianthes geminiflora var. geminiflora
  - Polianthes geminiflora var. graminifolia (Rose) McVaugh, (1989)
  - Polianthes geminiflora var. pueblensis E.Solano & García-Mend., (2007)
- Polianthes howardii Verh.-Will., (1976)
- Polianthes longiflora Rose, (1903)
- Polianthes michoacana M.Cedano, Delgad. & Enciso, (1993 publ. 1995)
- Polianthes montana Rose, (1903)
- Polianthes multicolor E.Solano & Dávila, (2003)
- Polianthes nelsonii Rose, (1903)
- Polianthes oaxacana García-Mend. & E.Solano, (2007)
- Polianthes palustris Rose, (1903)
- Polianthes platyphylla Rose, (1903)
- Polianthes pringlei Rose, (1903)
- Polianthes sessiliflora (Hemsl.) Rose, (1903)
- Polianthes tuberosa L., (1753)
- Polianthes zapopanensis E.Solano & Ríos-Gómez, (2011)

## Especies obsoletas cambiadas de taxón
- Polianthes americana Sessé & Moc., (1888) =  Polianthes geminiflora var. geminiflora
- Polianthes × blissii Worsley, (1911)  Unplaced
- Polianthes brachystachys (Cav.) Shinners, (1966) =  Manfreda scabra (Ortega) McVaugh, (1989)
- Polianthes brunnea (S.Watson) Shinners, (1966) =  Manfreda brunnea (S.Watson) Rose, (1903)
- Polianthes × bundrantii T.M.Howard, (1978) unplaced
- Polianthes debilis (A.Berger) Shinners, (1966) =  Manfreda pringlei Rose, (1903)
- Polianthes elongata (Rose) Shinners, (1966), nom. illeg. =  Manfreda elongata Rose, (1903)
- Polianthes gracilis Link, (1821) = Polianthes tuberosa L., (1753)
- Polianthes graminifolia Rose, (1903) = Polianthes geminiflora var. graminifolia (Rose) McVaugh, (1989)
- Polianthes guttata (Jacobi & C.D.Bouché) Shinners, (1966) = Manfreda guttata (Jacobi & C.D.Bouché) Rose, (1903)
- Polianthes jaliscana (Rose) Shinners, (1966) = Manfreda jaliscana Rose, (1903)
- Polianthes lata (Shinners) Shinners, (1966) = Manfreda virginica (L.) Salisb. ex Rose, (1903)
- Polianthes maculata Mart., (1829) = Manfreda maculata (Mart.) Rose, (1903)
- Polianthes maculosa (Hook.) Shinners, (1966) = Manfreda maculosa (Hook.) Rose, (1903)
- Polianthes mexicana Zucc., (1837) = Prochnyanthes mexicana (Zucc.) Rose, (1903)
- Polianthes oliveriana (Rose) Shinners, (1966) = Manfreda scabra (Ortega) McVaugh, (1989)
- Polianthes planifolia (S.Watson) Shinners, (1966) = Manfreda planifolia (S.Watson) Rose, (1903)
- Polianthes potosina (B.L.Rob. & Greenm.) Shinners, (1966) = Manfreda potosina (B.L.Rob. & Greenm.) Rose, (1903)
- Polianthes revoluta (Klotzsch) Shinners, (1966) = Manfreda revoluta (Klotzsch) Rose, (1903)
- Polianthes rosei Shinners, (1967) = Manfreda elongata Rose, (1903)
- Polianthes rubescens (Rose) Shinners, (1966) = Manfreda rubescens Rose, (1903)
- Polianthes runyonii Shinners, (1966) = Manfreda longiflora (Rose) Verh.-Will., (1975)
- Polianthes singuliflora (S.Watson) Shinners, (1966) = Manfreda singuliflora (S.Watson) Rose, (1903)
- Polianthes tuberosa var. gracilis (Link) Beurl., (1854) = Polianthes tuberosa L., (1753)
- Polianthes tuberosa f. plena Moldenke, (1948) = Polianthes tuberosa L., (1753)
- Polianthes tubulata Sessé & Moc., (1894) =  Polianthes geminiflora var. geminiflora
- Polianthes variegata (Jacobi) Shinners, (1966) = Manfreda variegata (Jacobi) Rose, (1903)
- Polianthes virginica (L.) Shinners, (1966) = Manfreda virginica (L.) Salisb. ex Rose, (1903)
- Polianthes virginica f. tigrina (Engelm.) Shinners, (1966) = Manfreda virginica (L.) Salisb. ex Rose, (1903)